# Düziçi
Düziçi ist eine Kreisstadt (Merkez) in der türkischen Provinz Osmaniye und gleichzeitig Hauptort des gleichnamigen Landkreises.

## Stadt
Düziçi liegt im Osten der Provinz etwa 27 Straßenkilometer nordöstlich von Osmaniye und grenzt im Norden an die Provinz Kahramanmaraş. Die Stadt beansprucht 64,6 Prozent der Landkreisbevölkerung und liegt in einer Ebene umgeben von Bergen. Daraus leitet sich der Name der Stadt ab, der frei übersetzt "Mitten in der Ebene" bedeutet. Die im Stadtlogo manifestierte Jahreszahl (1954) dürfte ein Hinweis auf das Jahr der Erhebung zur Stadtgemeinde (Belediye) sein.

## Landkreis
Der Landkreis entstand 1983 durch Abtrennung des Bucaks Haruniye (VZ 1980: 62.860 Einw., davon 16.614 im Verwaltungssitz) mit 23 Dörfern und drei Belediyes aus dem Kreis Bahçe in der Provinz Adana. Die nachfolgende Volkszählung (1985) brachte eine Einwohnerschaft von 68.936, wobei 35.750 auf die Kreisstadt entfielen.
Ende 2020 besteht der Landkreis besteht neben der Kreisstadt noch aus vier weiteren Gemeinden: Ellek (6.464.), Yarbaşı (3.568), Böcekli (2.176) und Atalan (1.707 Einw.). Des Weiteren existieren noch 25 Dörfer (Köy), in denen im Durchschnitt 654 Menschen leben. Neun von ihnen haben mehr Einwohner als der Durchschnitt, das kleinste Dorf hat 126 Einwohner. Die größten Dörfer sind: Gökçayır (1.877), Yazlamazlı (1.514), Bostanlar (1.270), Çerçioğlu (1.153) und Pirsultanlı (1.028 Einw.). Das ehm. Dorf Çamiçi (Ende 2017: 1.334 Einw.) ist seit 2018 ein Stadtviertel (Mahalle) der Kreisstadt und hatte am Jahresende 2020 1.346 Einwohner.
In drei Kategorien belegt der Kreis Düziçi den dritten Platz: Fläche, Bevölkerung und Bevölkerungsdichte. Letztere ist leicht unter dem Provinzwert zu finden.

## Bevölkerung

### Ergebnisse der Bevölkerungsfortschreibung
Nachfolgende Tabelle zeigt den vergleichenden Bevölkerungsstand am Jahresende für die Provinz Osmaniye, den Landkreis und die Stadt Düziçi sowie deren jeweiligen Anteil an der übergeordneten Verwaltungsebene. Die Zahlen basieren auf dem 2007 eingeführten adressbasierten Einwohnerregister (ADNKS). Die beiden letzten Wertzeilen entstammen Volkszählungsergebnissen.

| 0Jahr0 | Provinz | Landkreis | Landkreis | Stadt | Stadt  |
| 0Jahr0 | abs.    | %         | abs.      | %     | abs.   |
| ------ | ------- | --------- | --------- | ----- | ------ |
| 2020   | 548.556 | 15,59     | 85.499    | 64,60 | 55.233 |
| 2019   | 538.759 | 15,62     | 84.133    | 63,57 | 53.484 |
| 2018   | 534.415 | 15,71     | 83.971    | 62,28 | 52.295 |
| 2017   | 527.724 | 15,62     | 82.445    | 60,19 | 49.622 |
| 2016   | 522.175 | 15,63     | 81.621    | 59,27 | 48.374 |
| 2015   | 512.873 | 15,73     | 80.691    | 58,47 | 47.179 |
| 2014   | 506.807 | 15,87     | 80.430    | 57,18 | 45.987 |
| 2013   | 498.981 | 15,92     | 79.450    | 55,92 | 44.432 |
| 2012   | 492.135 | 15,89     | 78.189    | 55,06 | 43.048 |
| 2011   | 485.357 | 15,99     | 77.599    | 54,19 | 42.052 |
| 2010   | 479.221 | 16,19     | 77.568    | 53,21 | 41.272 |
| 2009   | 471.804 | 16,36     | 77.171    | 52,90 | 40.823 |
| 2008   | 464.704 | 16,41     | 76.273    | 52,80 | 40.271 |
| 2007   | 452.880 | 16,70     | 75.617    | 51,79 | 39.162 |
| 2000   | 458.782 | 18,25     | 83.709    | 46,71 | 39.097 |
| 1997   | 438.372 | 16,74     | 73.380    | 43,80 | 32.140 |